# 1243-as busz
Az 1243-as jelzésű autóbusz egy országos autóbuszjárat volt, ami Budapestet kötötte össze Szombathellyel.
Útvonalának hossza Várpalota és Szombathely között Borgáta, fürdő érintése nélkül 154,6 km, Borgáta, fürdő érintésével 157,2 km, menetideje 3 óra 27 perc (207 perc) volt. Útvonalának hossza Szombathely és Budapest között Borgáta, fürdő érintése nélkül 244,6 km, Borgáta, fürdő érintésével 247,2 km, menetideje 5 óra 30 perc (330 perc) volt. Március 1 és október 31 között érintették a járatok Borgáta, fürdő megállóhelyet. 
Naponta egy járatpár szállította az utasokat.
A 2020. augusztus 20-ai menetrend módosításokkal a Volánbusz Zrt. megszüntette az autóbuszvonalat.

## Megállóhelyei
|                                                           |    | Budapest, Népliget autóbusz-pályaudvar végállomás | 43 | 45 | 1 254E 901, 914, 914A, 918, 950, 950A 485, 486, 607, 608, 626, 627, 628, 629, 630, 631, 632, 633, 635, 636, 654, 655, 656, 660, 661, 705 1080, 1081, 1085, 1087, 1090, 1092, 1094, 1110, 1111, 1113, 1120, 1121, 1125, 1131, 1134, 1136, 1173, 1174, 1175, 1176, 1177, 1183, 1184, 1185, 1188, 1190, 1193, 1194, 1201, 1202, 1205, 1206, 1212, 1216, 1229, 1230, 1240, 1244, 1251, 1253, 1268 |
| A szürke hátterű megállóhelyeken csak leszállni lehetett. |    |                                                   |    |    | |
|                                                           |    | Budapest, Petőfi híd, budai hídfő                 | 42 | 44 | 4, 6 153, 154, 212 918 1173, 1174, 1175, 1176, 1177, 1183, 1184, 1185, 1188, 1190, 1193, 1194, 1201, 1202, 1205, 1206, 1212, 1216, 1229, 1230, 1240, 1244, 1251, 1253 |
|                                                           |    | Budapest, Újbuda-központ                          | 41 | 43 | 4, 17, 41, 47, 47B, 48, 56 33, 53, 58, 150, 153, 154, 154B, 212 918, 973 1173, 1174, 1175, 1176, 1177, 1183, 1184, 1185, 1188, 1190, 1193, 1194, 1201, 1202, 1205, 1206, 1212, 1216, 1229, 1230, 1240, 1244, 1251, 1253 |
|                                                           |    | Budapest, Sasadi út                               | 40 | 42 | 8E, 40, 40B, 40E, 53, 87, 88, 88A, 108E, 139, 140, 140A, 150, 153, 154, 172, 173, 187, 188, 188E, 240, 272 908, 940, 941, 972, 972B 732, 764 1173, 1174, 1175, 1176, 1177, 1183, 1184, 1185, 1188, 1190, 1193, 1194, 1201, 1202, 1205, 1206, 1212, 1216, 1229, 1230, 1240, 1244, 1251, 1253 |
|                                                           |    | Székesfehérvár, Zombori út                        | 39 | 41 | 17, 22 707, 747, 748, 749, 750, 751, 758, 759 1173, 1174, 1204, 1205, 1240 |
|                                                           |    | Székesfehérvár, Király sor                        | 38 | 40 | 16, 17, 24, 25, 30, 31, 35 707, 747, 748, 749, 750, 751, 758, 759 1173, 1174, 1204, 1205, 1240 |
|                                                           |    | Székesfehérvár, autóbusz-állomás                  | 37 | 39 | 10, 11, 11A, 11G, 12, 12A, 12Y, 13, 13A, 13G, 13Y, 14, 14G, 15, 15Y, 26, 26A, 26G, 27, 36, 37, 38, 40, 41, 42, 43, 44 707, 718, 747, 748, 749, 750, 751, 758, 759 1173, 1174, 1190, 1202, 1204, 1205, 1206, 1212, 1216, 1229, 1240, 1507, 1510, 1529, 1563, 1628, 1703, 1706, 1707, 1803, 1808, 1809, 1822, 1823, 1824, 1826, 1841, 1842, 1843, 1844, 1845, 1853 5552, 7315, 8000, 8001, 8010, 8011, 8013, 8030, 8032, 8033, 8034, 8035, 8037, 8039, 8040, 8046, 8047, 8048, 8049, 8050, 8055, 8060, 8062, 8065, 8066, 8067, 8068, 8069, 8070, 8078, 8086, 8090, 8092, 8093, 8095, 8096, 8097, 8099, 8624                                                        |
|                                                           |    | Csór, Magyar utca                                 | 36 | 38 | 1205, 1212, 1229, 1230, 1240, 1529, 1808, 1823, 1853 7313 |
|                                                           |    | Várpalota, Alumíniumkohó bejárati út              | 35 | 37 | 1205, 1212, 1229, 1230, 1240, 1529, 1808, 1823, 1853 7521 |
|                                                           |    | Várpalota, Széchenyi utca                         | 34 | 36 | 1205, 1212, 1230, 1229, 1240, 1853 7521 |
| 0                                                         | 0  | Várpalota, autóbusz-állomás végállomás            | 33 | 35 | 1, 1Y, 10, 10A, 11, 11Y 1205, 1206, 1212, 1229, 1230, 1240, 1529, 1626, 1628, 1808, 1823, 1853 7311, 7312, 7313, 7314, 7315, 7317, 7501, 7515, 7521, 7528, 7530, 7531, 7533, 7534, 7538, 7943 |
| 1                                                         | 1  | Várpalota, Szabadság tér                          | 32 | 35 | 2, 5, 10, 10A, 11, 11Y, 14 1202, 1205, 1216, 1626, 1823, 1853 7311, 7313, 7314, 7315, 7317, 7501, 7515, 7521, 7528, 7530, 7531, 7532, 7533, 7534, 7536, 7538, 7943 |
| 2                                                         | 2  | Várpalota, Rákóczi telep                          | ∫  | ∫  | 5 1205, 1853 7311, 7313, 7314, 7315, 7536, 7943 |
| 3                                                         | 3  | Öskü, autóbusz-váróterem                          | 31 | 33 | 1205, 1212, 1229, 1230, 1240, 1529, 1808, 1823, 1853 7309, 7311, 7312, 7313, 7314, 7315, 7943 |
| 4                                                         | 4  | Veszprém, autóbusz-állomás                        | 30 | 32 | 1, 2, 3, 4, 4A, 7, 7A, 10, 12, 12A, 13, 22, 23, 24E, 47, 47A 1202, 1205, 1206, 1212, 1216, 1229, 1230, 1240, 1244, 1510, 1529, 1564, 1592, 1593, 1625, 1628, 1629, 1708, 1720, 1722, 1723, 1728, 1731, 1732, 1733, 1735, 1736, 1737, 1738, 1739, 1740, 1742, 1784, 1808, 1823, 1846, 1853 5449, 7300, 7301, 7302, 7303, 7304, 7305, 7306, 7307, 7309, 7311, 7312, 7313, 7314, 7315, 7316, 7317, 7318, 7319, 7320, 7321, 7322, 7323, 7324, 7325, 7326, 7332, 7333, 7335, 7341, 7342, 7345, 7348, 7350, 7352, 7353, 7355, 7356, 7357, 7358, 7360, 7361, 7363, 7364, 7366, 7367, 7369, 7370, 7376, 7380, 7381, 7386, 7387, 7389, 7391, 7396, 7397, 7804, 7941, 7943 |
| 5                                                         | 5  | Veszprém, Jutasi úti lakótelep                    | 29 | 31 | 1, 2, 10 1230, 1722, 1737, 1784 7312, 7380, 7381, 7383, 7386, 7387, 7388, 7389, 7391, 7397, 7804, 7941, 7943 |
| 6                                                         | 6  | Veszprém, házgyár                                 | 28 | 30 | 3, 8, 21 1230, 1510, 1722, 1737, 1784 7311, 7312, 7380, 7381, 7383, 7386, 7387, 7388, 7389, 7391, 7396, 7397, 7804, 7941, 7943 |
| 7                                                         | 7  | Veszprém, Henger utca bejárati út                 | 27 | 29 | 8, 18, 21 1230, 1722, 1784 7380, 7381, 7383, 7386, 7387, 7388, 7389, 7391, 7396, 7397, 7804, 7943 |
| 8                                                         | 8  | Veszprém, gyertyánkúti elágazás                   | ∫  | ∫  | 18 7380, 7381, 7383, 7386, 7387, 7388, 7389, 7391, 7396, 7397 |
| 9                                                         | 9  | Márkó, Kálvária utca                              | 26 | 28 | 1230, 1510, 1722, 1737, 1739, 1784 7380, 7381, 7382, 7383, 7386, 7387, 7388, 7389, 7391, 7396, 7397, 7804, 7941, 7943 |
| 10                                                        | 10 | Herend, autóbusz-váróterem                        | 25 | 27 | 1229, 1230, 1240, 1510, 1564, 1720, 1722, 1723, 1737, 1739, 1784 7312, 7380, 7382, 7383, 7386, 7387, 7388, 7389, 7391, 7396, 7397, 7804, 7941, 7943 |
| 11                                                        | 11 | Városlőd, völgyhíd                                | 24 | 26 | 1230, 1240 7396, 7397, 7804 |
| 12                                                        | 12 | Kislőd, bejárati út                               | 23 | 25 | 1230, 1240 7396, 7397, 7802, 7803, 7804 |
| 13                                                        | 13 | Ajka, noszlopi elágazás                           | 22 | 24 | 1230, 1240, 1627, 1711 7389, 7396, 7397, 7801, 7802, 7803, 7804, 7805, 7806, 7807, 7808, 7809, 7811, 7843, 7932 |
| 14                                                        | 14 | Ajka, lakótelep bejárati út                       | 21 | 23 | 4 1230, 1240, 1711 7389, 7396, 7397, 7801, 7802, 7803, 7804, 7805, 7806, 7807, 7808, 7809, 7811, 7843, 7932 |
| 15                                                        | 15 | Ajka, autóbusz-állomás                            | 20 | 22 | 4, 12, 14 1230, 1240, 1569, 1627, 1711, 1737, 1784, 1786 7312, 7376, 7386, 7387, 7388, 7389, 7396, 7397, 7674, 7801, 7802, 7803, 7804, 7805, 7807, 7808, 7809, 7810, 7811, 7812, 7820, 7830, 7832, 7834, 7836, 7840, 7842, 7843, 7844, 7846, 7847, 7852, 7853, 7932 |
| 16                                                        | 16 | Ajka, Május 1. tér                                | 19 | 21 | 4, 12 1230, 1240, 1786 7397, 7810, 7812, 7840, 7842, 7844, 7846, 7847, 7852, 7853 |
| 17                                                        | 17 | Kolontár, autóbusz-váróterem                      | 18 | 20 | 1230, 1240, 1786 7397, 7810, 7812, 7840, 7842, 7844, 7846, 7847, 7852, 7853 |
| 18                                                        | 18 | Devecser, autóbusz-állomás                        | 17 | 19 | 1230, 1240, 1623, 1639, 1710, 1712, 1713, 1786, 1793, 1794 7397, 7700, 7701, 7805, 7806, 7807, 7808, 7810, 7811, 7812, 7840, 7842, 7847, 7852, 7853, 7929, 7934, 7936, 7942 |
| 19                                                        | 19 | Somlóvásárhely, vasútállomás bejárati út          | 16 | 18 | 7701, 7753, 7806, 7852, 7942 személyvonat, Bakony InterCity |
| 20                                                        | 20 | Somlójenő, bejárati út                            | 15 | 17 | 7753, 7807, 7852 |
| 21                                                        | 21 | Tüskevár, autóbusz-váróterem                      | 14 | 16 | 7807, 7810, 7812, 7843, 7846, 7852 |
| 22                                                        | 22 | Apácatorna, bejárati út                           | 13 | 15 | 7752, 7753, 7754, 7807, 7812, 7843, 7846, 7886 |
| 23                                                        | 23 | Kamond, Dabrókai csárda                           | 12 | 14 | 7846, 7886 |
| 24                                                        | 24 | Karakó, bejárati út                               | 11 | 13 | 6646, 7886 |
| 25                                                        | 25 | Jánosháza, autóbusz-váróterem                     | 10 | 12 | 1664, 1724, 1725, 1727 6646, 6832, 6836, 6840, 7751, 7753, 7781, 7782, 7886 |
| 26                                                        | 26 | Kissomlyó, autóbusz-váróterem                     | 9  | 11 | 1664, 1724 6836 |
| 27                                                        | 27 | Borgáta, autóbusz-váróterem                       | 8  | 10 | 1664 6836 |
| ∫                                                         | 28 | Borgáta, fürdő                                    | ∫  | 9  | 1664 6836 |
| 27                                                        | 29 | Borgáta, autóbusz-váróterem                       | 8  | 8  | 1664 6836 |
| 28                                                        | 30 | Sárvár, Termálfürdő                               | 7  | 7  | 1244, 1663, 1670, 1673, 1848 6632, 6759, 6760, 6770, 6773, 6774, 6775, 6782, 7164 |
| 29                                                        | 31 | Sárvár, kórház                                    | 6  | 6  | 1663, 1664, 1670, 1671, 1724, 1725 6632, 6759, 6760, 6770, 6773, 6774, 6775, 6782, 7164 |
| 30                                                        | 32 | Sárvár, autóbusz-állomás                          | 5  | 5  | 1244, 1639, 1663, 1664, 1670, 1671, 1673, 1724, 1725, 1848 6628, 6630, 6632, 6740, 6742, 6744, 6745, 6748, 6753, 6754, 6760, 6770, 6773, 6774, 6775, 6780, 6781, 6782, 6784, 6790, 7164, 7227 |
| ∫                                                         | ∫  | Sárvár, Bőrdíszmű                                 | 4  | 4  | 1663, 1671 6628, 6630, 6632, 6780, 6781, 6782, 6784 |
| 31                                                        | 33 | Vát, autóbusz-váróterem                           | 3  | 3  | 1663, 1664, 1671, 1715, 1848 6620, 6623, 6628, 6632 |
| 32                                                        | 34 | Szombathely, TESCO Hipermarket                    | 2  | 2  | 4H, 5H, 8, 10H, 30Y, 35 1663, 1664, 1715 6620, 6623, 6628, 6630, 6632, 6635, 6660 |
| 32                                                        | 34 | Szombathely, vasútállomás                         | 1  | 1  | 1C, 1U, 2A, 2C, 3A, 5, 5H, 6, 6A, 7, 8, 9H, 10H, 12, 12B, 21, 21A, 21B, 22, 25, 26, 27, 29A, 29C, 30Y, 35 1636, 1643, 1662, 1663, 1664, 1666, 1669, 1671, 1715, 1727, 1848 6603, 6604, 6605, 6610, 6611, 6616, 6617, 6620, 6623, 6628, 6630, 6635, 6640, 6645, 6648, 6703 személyvonat, Kék Hullám sebesvonat, Alpokalja InterCity, Bakony InterCity, Borostyánkő InterCity, Claudius InterCity, Írottkő InterCity, Iseum InterCity, Savaria InterCity, Szent Márton InterCity, Rába InterCity, Répce InterCity |
| 33                                                        | 35 | Szombathely, autóbusz-állomás végállomás          | 0  | 0  | 1U, 3A, 4H, 5, 5H, 7H, 8, 9, 9H, 10H, 23, 27, 30Y, 35 1636, 1642, 1643, 1660, 1662, 1663, 1664, 1666, 1667, 1668, 1669, 1671, 1673, 1715, 1726, 1727, 1848 6600, 6602, 6603, 6604, 6605, 6610, 6611, 6616, 6617, 6620, 6623, 6628, 6630, 6632, 6635, 6640, 6645, 6648, 6650, 6653, 6654, 6655, 6660, 6663, 6680, 6686, 6690 |